# Galaxia elíptica

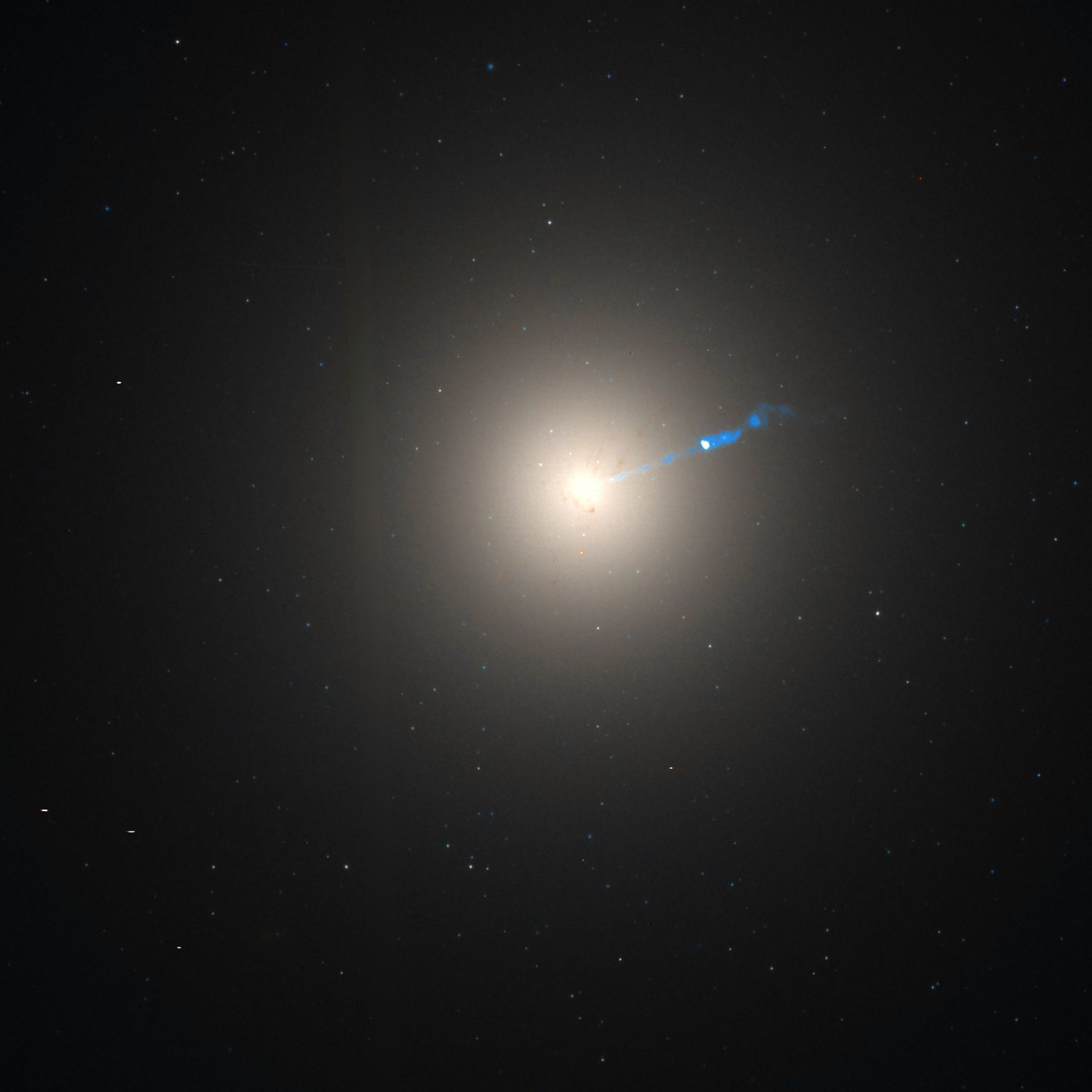
M87, una galaxia elíptica gigante típica.

Una galaxia elíptica es un tipo de galaxia de la secuencia de Hubble caracterizada por tener una forma aproximadamente elipsoidal y apenas rasgos distintivos, careciendo por ejemplo de los brazos espirales que caracterizan a las galaxias homónimas. Son una de las cuatro principales clases de galaxias descritas por Edwin Hubble en el trabajo de 1936 The Realm of the Nebulae, junto con las galaxias de espiral y lenticulares.
Las galaxias elípticas (E) son, junto con las galaxias lenticulares (S0) con sus discos a gran escala, y las galaxias ES con sus discos de escala intermedia, un subconjunto de la población de galaxias de "tipo temprano".
La mayoría de las galaxias elípticas están compuestas de estrellas de baja masa más antiguas, con un escaso medio interestelar y una actividad mínima de formación estelar, y tienden a estar rodeadas por un gran número de cúmulos globulares. Se cree que las galaxias elípticas componen aproximadamente el 10-15% de las galaxias en el supercúmulo de Virgo, y no son el tipo de galaxia dominante en el universo en general. Se encuentran preferentemente cerca de los centros de los cúmulos de galaxias.
Las galaxias elípticas varían en tamaño desde elípticas enanas con decenas de millones de estrellas, hasta supergigantes de más de cien billones de estrellas que dominan sus cúmulos de galaxias. Originalmente, Edwin Hubble planteó la hipótesis de que las galaxias elípticas evolucionaron en galaxias espirales, lo que luego se descubrió que era falso, aunque la acumulación de gas y galaxias más pequeñas puede formar un disco alrededor de una estructura elipsoidal preexistente.
Las estrellas que se encuentran dentro de las galaxias elípticas son, en promedio, mucho más antiguas que las estrellas que se encuentran en las galaxias espirales.

## Ejemplos
- 3C 244.1
- M49
- M59
- M60 (NGC 4649)
- M87 (NGC 4486), cuyo agujero negro supermasivo es el primer agujero negro fotografiado por el Event Horizon Telescope
- M89
- M105 (NGC 3379)
- ESO 383-76, una de las galaxias más grandes conocidas.
- IC 1101, la galaxia central de Abell 2029
- Hércules A, galaxia elíptica supergigante
- Maffei 1, la galaxia elíptica gigante más cercana
- CGCG 049-033, conocida por tener el chorro galáctico más largo descubierto
- Centaurus A (NGC 5128), una radiogalaxia elíptica/lenticular con una morfología peculiar y carriles de polvo inusuales
- NeVe 1, la fuente de la erupción del Supercúmulo de Ofiuco, el evento astronómico más potente conocido
- M32
- M110
- M39

## Clasificación

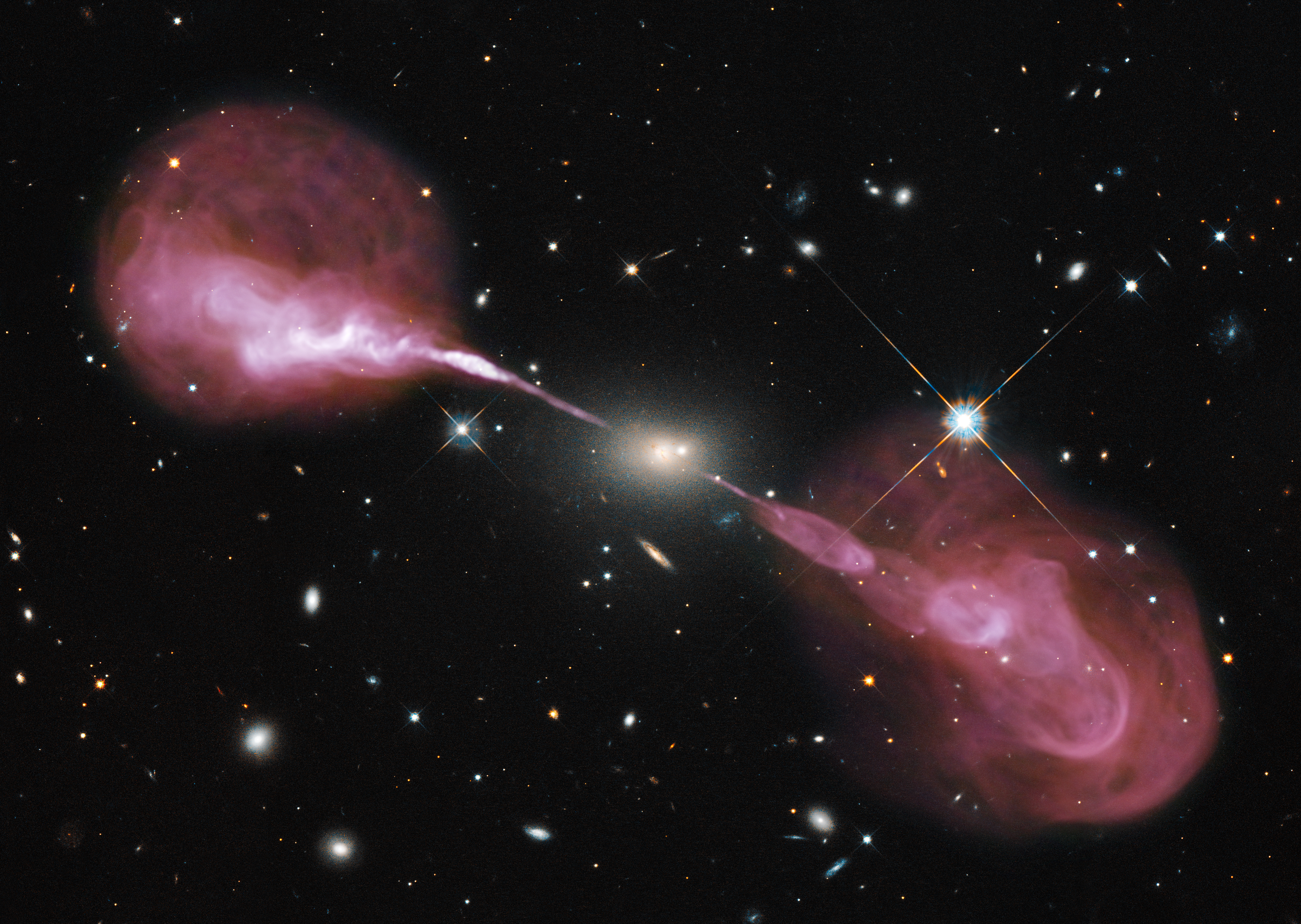
Hércules A, una galaxia elíptica supergigante y también una radiogalaxia. Los lóbulos de radio mostrados aquí en rosa tienen más de un millón de años luz de diámetro

Las galaxias más grandes son elípticas supergigantes, o galaxias de tipo-cD. Las galaxias elípticas varían enormemente tanto en tamaño como en masa, con diámetros que van desde los 3000 años luz hasta más de 700 000 años luz, y masas desde 105 hasta casi 1013 masas solares. Este rango es mucho más amplio para este tipo de galaxias que para cualquier otro. Las más pequeñas, las galaxias elípticas enanas, pueden no ser más grandes que un cúmulo globular típico, pero contienen una cantidad considerable de materia oscura no presente en los cúmulos. La mayoría de estas pequeñas galaxias pueden no estar relacionadas con otras elípticas.
Se clasifican con una E seguida de un número (a veces puesto cómo subíndice) entre 0 y 7 que se calcula con la siguiente fórmula: {\displaystyle 10\times \left(1-{\frac {b}{a}}\right)}, dónde a y b son respectivamente los semiejes mayor y menor de la galaxia. 
El tipo más común es el E3, y el máximo es el E7 –ya que por encima, la galaxia tendería a dispersarse y a tomar una forma más voluminosa–, y cabe destacar que su aspecto depende no solo de su forma sino del ángulo con el que la vemos, de modo que algunas E0 son en realidad elongadas –algo ya comentado por el propio Edwin Powell Hubble.
Así, para una galaxia esférica con a igual a b, el número
es 0, y el tipo de Hubble es E0. Aunque el límite en la literatura se sitúa en torno a E7, se sabe desde 1966 que las galaxias E4 a E7 son galaxias lenticulares mal clasificadas con discos inclinados en diferentes ángulos respecto a nuestra línea de visión. Esto se ha confirmado mediante observaciones espectrales que revelan la rotación de sus discos estelares. Hubble reconoció que su clasificación de formas depende tanto de la forma intrínseca de la galaxia, como del ángulo con el que se observa la galaxia. De ahí que algunas galaxias con el tipo E0 de Hubble sean en realidad alargadas.
A veces se dice que hay dos tipos físicos de elípticas: las elípticas gigantes con isótopos en forma de caja, cuyas formas son el resultado de un movimiento aleatorio mayor en unas direcciones que en otras (movimiento aleatorio anisótropo); y las elípticas normales y enanas, que contienen discos. Esto es, sin embargo, un abuso de la nomenclatura, ya que hay dos tipos de galaxias de tipo temprano, las que tienen disco y las que no. Dada la existencia de galaxias ES con discos de escala intermedia, es razonable esperar que haya una continuidad de E a ES, y hacia las galaxias S0 con sus discos estelares de gran escala que dominan la luz a grandes radios.
.

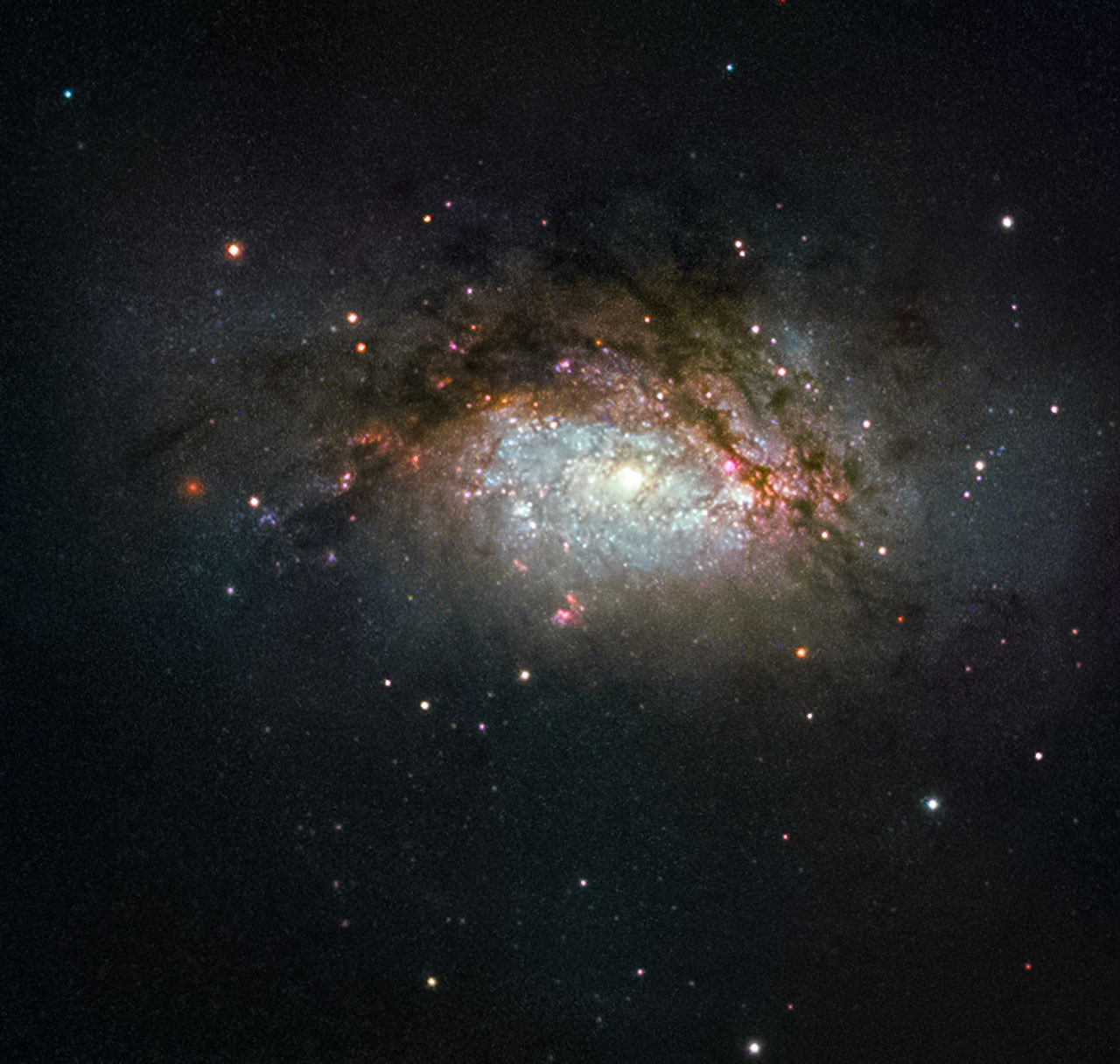
NGC 3597 es el producto de una colisión entre dos galaxias. Está evolucionando hacia una galaxia elíptica gigante

Las galaxias enanas esferoidales parecen ser una clase distinta: sus propiedades son más parecidas a las de las galaxias irregulares y las galaxias espirales tardías.
En el extremo superior del espectro elíptico, existe una división más amplia, más allá de la clasificación de Hubble. Más allá de las elípticas gigantes gE, se encuentran las galaxias-D y las galaxias-CD. Son similares a sus hermanas menores, pero más difusas, con grandes halos que pueden pertenecer tanto al cúmulo galáctico en el que se encuentran como a la galaxia gigante situada en el centro.

## Características físicas

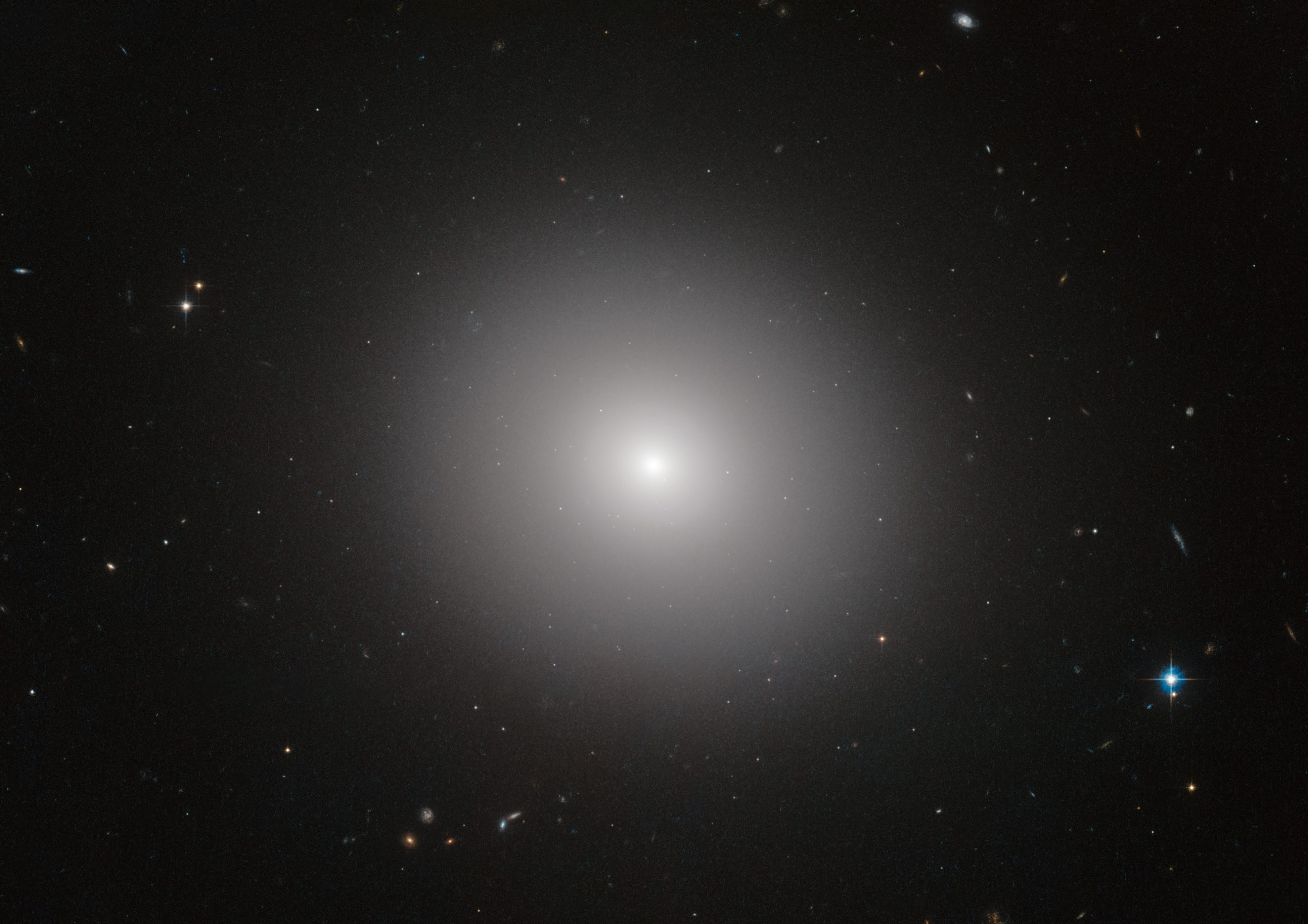
Galaxia elíptica IC 2006

Las galaxias elípticas varían mucho en luminosidad, masa y tamaño, yendo desde las pequeñas enanas esferoidales, de características parecidas a las de un cúmulo globular -pero muy ricas en materia oscura- o las galaxias elípticas enanas, hasta las grandes galaxias elípticas presentes en grandes cúmulos de galaxias (por ejemplo, las galaxias de tipos D y cD, caracterizadas por estar envueltas por un gran halo difuso, tipo al cual pertenece la M87, el prototipo de galaxia elíptica gigante) –entre las cuales se hallan las mayores y más brillantes galaxias del Universo. Sus características comunes son:
- Ausencia o insignificante momento angular.
- Ausencia o insignificante cantidad de materia interestelar (gas y polvo), sin estrellas jóvenes, ausencia de cúmulos abiertos (salvo excepciones puntuales cómo NGC 1275).
- Compuestas sobre todo por estrellas antiguas, llamadas población II.

Físicamente también se pueden dividir en dos tipos: las "cuadradas" –que suelen ser galaxias grandes–, cuya forma es determinada por movimientos aleatorios de sus estrellas, pero que son mayores en algunas direcciones que en otras-, y las "discoidales", a menudo de luminosidad media o baja, en las que las estrellas suelen tener velocidades similares, pero que están relativamente aplanadas debido a la rotación de la galaxia; otras diferencias entre ambos tipos son:
- Concentración de luz central: En las "cuadradas" existe una falta de concentración de luz en su centro mientras que las "discoidales" tienen más concentración de luz allí.

- Poblaciones estelares: Mientras que las primeras están compuestas de estrellas viejas con mayor riqueza en elementos pesados, en las segundas hay poco o ningún enriquecimiento de tales elementos y sus estrellas son más jóvenes (no mucho más).

- Fuentes de ondas de radio: Las galaxias elípticas "cuadradas" contienen a veces fuentes que producen fuertes emisiones de ondas de radio; en las discoidales esto es mucho más raro.

- Medio interestelar: las primeras suelen tener gas caliente que puede detectarse gracias a su emisión de rayos X, sobre todo en las más grandes; en las segundas es mucho más raro que haya dicho gas.

Las galaxias elípticas se caracterizan por varias propiedades que las distinguen de otras clases de galaxias. Se trata de masas estelares esféricas u ovoides, carentes de gases estelares. Además, hay muy poca materia interestelar (ni gas ni polvo), lo que se traduce en bajas tasas de formación estelar, pocos open star clusters, y pocas estrellas jóvenes; más bien las galaxias elípticas están dominadas por poblaciones estelares viejas, lo que les confiere colores rojizos. Las grandes galaxias elípticas suelen tener un extenso sistema de cúmulos globulares. Generalmente tienen dos poblaciones distintas de cúmulos globulares: una más roja y rica en metales, y otra más azul y pobre en metales.
Las propiedades dinámicas de las galaxias elípticas y los bulbos de las galaxias disco son similares, lo que sugiere que pueden estar formadas por los mismos procesos físicos, aunque esto sigue siendo controvertido. Los perfiles de luminosidad tanto de las galaxias elípticas como de los bultos se ajustan bien al Ley de Sersic, y una serie de relaciones de escala entre los parámetros estructurales de las galaxias elípticas unifican la población.
Toda galaxia elíptica masiva contiene un agujero negro supermasivo en su centro. Las observaciones de 46 galaxias elípticas, 20 protuberancias clásicas y 22 pseudobulbos muestran que cada una contiene un agujero negro en el centro. La masa del agujero negro está estrechamente correlacionada con la masa de la galaxia, evidenciado a través de correlaciones como la relación M-sigma que relaciona la dispersión de velocidad de las estrellas circundantes con la masa del agujero negro en el centro.
Las galaxias elípticas se encuentran preferentemente en  cúmulos de galaxias y en grupos de galaxias compactas.
A diferencia de las galaxias espirales planas con organización y estructura, las galaxias elípticas son más tridimensionales, sin mucha estructura, y sus estrellas están en órbitas algo aleatorias alrededor del centro.

## Cúmulos globulares y galaxias satélite
Las grandes galaxias elípticas suelen tener un sistema de cúmulos globulares, núcleos dobles, y gran cantidad de galaxias satélites. Una posible interpretación es el canibalismo galáctico, es decir la absorción de una galaxia menor por una mayor –por ejemplo, se sabe que nuestra Vía Láctea esta "digiriendo" un par de galaxias menores en la actualidad.

## Origen
La imagen tradicional de las galaxias elípticas las presenta como galaxias donde la formación estelar terminó tras el estallido inicial, presentando ahora solo viejas estrellas.
Algunas observaciones recientes han encontrado cúmulos de estrellas jóvenes, azules dentro de algunas galaxias elípticas, junto a otras estructuras que pueden explicarse por fusión de galaxias. En la nueva visión, una galaxia elíptica es el resultado de un largo proceso donde varias galaxias menores, de cualquier tipo, chocan y se fusionan en una mayor.
Hay tres maneras en las que puede obtenerse una galaxia elíptica a partir de la colisión entre dos galaxias anteriores: un choque que los astrónomos conocen cómo mojado en el cual hay gas frío en abundancia y un brote estelar y otro conocido como seco en el que no hay gas o es muy poco abundante y por tanto muy poca o ninguna actividad de formación estelar. El primer tipo produce una galaxia elíptica "discoidal" y el segundo una galaxia elíptica "cuadrada". Un excelente ejemplo del segundo tipo en acción observado con ayuda del Telescopio Spitzer es lo que está teniendo lugar en el cúmulo de galaxias CL0958+4702, a casi cinco mil millones de años luz de nuestra galaxia, dónde cuatro grandes galaxias están fusionándose entre sí para dar lugar a una galaxia elíptica mucho mayor rodeada por un gran halo formado por miles de millones de estrellas expulsadas durante la fusión.
La tercera vía implica una galaxia espiral que ha agotado todo su gas debido a la formación de estrellas o que lo ha perdido por procesos diversos convirtiéndose en una lenticular. En este escenario, la colisión y absorción de galaxias menores -que en el caso de una galaxia espiral apenas tendrían efecto al reparar la formación estelar producida en dichas colisiones los daños sufridos por el disco de dicha galaxia- acaban por destruir el disco de la galaxia lenticular convirtiéndola en una elíptica.
Se cree que todas las galaxias elípticas gigantes tienen un agujero negro supermasivo en su centro.

## Formación estelar
En los últimos años, las pruebas han demostrado que una proporción razonable (~25%) de las galaxias de tipo temprano (E, ES y S0) tienen depósitos de gas residual
y la formación de estrellas de bajo nivel.
Los investigadores del Observatorio Espacial Herschel han especulado con que los agujeros negros centrales de las galaxias elípticas impiden que el gas se enfríe lo suficiente como para que se formen estrellas.